# Bundesstraße 485
Die Bundesstraße 485 (Abkürzung: B 485) ist eine deutsche Bundesstraße im nordwestlichen Hessen. Sie führt von Waldeck-Sachsenhausen östlich von Korbach im Landkreis Waldeck-Frankenberg, wo sie von der Bundesstraße 251 abzweigt, über Bad Wildungen nach Bad Zwesten im Schwalm-Eder-Kreis, wo sie in die Bundesstraße 3 einmündet.

## Geschichte/Weiteres
Die Bundesstraße 485 wurde Mitte/Ende der 1960er Jahre eingerichtet, um das Netz der Bundesstraßen zu verbessern. Auf der Umfahrung von Bad Wildungen und Odershausen verläuft die Bundesstraße 485 mit der Bundesstraße 253 auf einer Trasse. Vor dem Bau der B 251-Umfahrung um Sachsenhausen begann die B 485 erst an der heutigen Kreuzung mit der L 3200 in Sachsenhausen. Zwischen Sachsenhausen und Netze wurde die B 485 in den 1980er Jahren auf ca. 2,5 km Länge verlegt, wodurch drei Brücken über die parallel verlaufende Bahnlinie überflüssig wurden. Ebenfalls in den 1980er Jahren wurden die Ortsumgehungen um Altwildungen, Bad Wildungen und Odershausen fertiggestellt. Nach dem Bau der B 3-Umfahrung Bad Zwesten übernahm die B 485 ein Teilstück der L 3074 zwischen der Kreuzung mit der alten B 3 und der neuen Umgehungsstraße.

## Ausbaustandard
Zwischen dem Anschluss zur B 251 und Braunau ist sie zweistreifig und gut ausgebaut; südlich von Giflitz auf 1,2 km Kriechspur für den Verkehr Richtung Bad Wildungen, nördlich von Braunau auf 1,0 km Kriechspur für den Verkehr Richtung Bad Zwesten. Zwischen Braunau und dem Anschluss zur B 3 ist die B 485 zweistreifig, relativ schmal und kurvenreich.